# 10244 Thüringer Wald
(10244) Thuringer Wald, denumire internațională (10244) Thüringer Wald, este un asteroid din centura principală de asteroizi.

## Descriere
10244 Thüringer Wald este un asteroid din centura principală de asteroizi. A fost descoperit pe 26 septembrie 1960 la Observatorul Palomar de Cornelis Johannes van Houten, Ingrid van Houten-Groeneveld și Tom Gehrels. Asteroidul prezintă o orbită caracterizată de o semiaxă mare de 2,40 ua, o excentricitate de 0,10 și o înclinație de 7,5° în raport cu ecliptica.